# Lohbach (Erpe)
Der Lohbach ist ein 4 km langer, südlicher und orographisch linker Zufluss der Erpe im Stadtgebiet von Wolfhagen im hessischen Landkreis Kassel. Sein Einzugsgebiet beträgt lediglich 5,05 km².

## Verlauf
Der Lohbach verläuft in seiner Gänze im nordhessischen Naturpark Habichtswald. Er entspringt am Ostfuß des Isthabergs etwa 1,5 km nördlich von Istha, einem südöstlichen Stadtteil von Wolfhagen. Seine Quelle liegt in einem Wiesen- und Ackergelände rund 120 m westlich der Landesstraße L 3312, die von Istha im Süden nach Altenhasungen (ebenfalls Stadtteil von Wolfhagen) im Norden führt, auf etwa 334 m ü. NHN. Der Bach unterquert nach 120 m die L 3312 nach Osten, biegt danach in langem Bogen nach Norden und dann nach Nordwesten um den Goldhügel (321,3 m), einen nordöstlichen Ausläufer des Isthabergs, unterquert dabei erneut die L 3312, diesmal nach Westen, und nimmt etwa 450 m weiter nordwestlich – nach insgesamt rund 1300 m Fließstrecke – einen zweiten, etwa 1000 m langen und von links (Westen) kommenden Quellbach auf, der bei 51° 19′ 2″ N, 9° 13′ 41″ O ebenfalls am Ostfuß des Isthabergs entspringt.
Nun verläuft der Lohbach weiter nach Nordwesten, zunächst nach Unterqueren der Kreisstraße K 102 etwa 850 m westlich entlang des Waldrands der sogenannten „Luh“ und erreicht dann das Südostende des Festbergs und des Naturschutzgebiets Festberg, wo er einen kleinen vom Wolfhager Stadtteil Philippinenburg im Südwesten kommenden Bach aufnimmt. Auf einer Länge von rund 1100 m verläuft der Lohbach dann, begleitet von einem schmalen Galeriewald, am Rand, aber anfangs auch innerhalb, des Naturschutzgebiets nach Nordwesten, den Wolfhager Stadtteil Philippinenthal dabei nordöstlich passierend. Am nordwestlichen Ende des Naturschutzgebiets beschreibt der Bach eine etwa 350 m lange 180-Grad-Kurve nach rechts, um dann wieder 400 m in nordwestlicher Richtung durch Wald in engem Tal zwischen dem Maiberg im Nordosten und dem Knechteberg im Südwesten bis zu seiner Einmündung unweit östlich des Schützeberger Hofs, einer ehemaligen Papiermühle, in die hier von Osten kommende Erpe zu fließen.